# 松久寛
松久 寛（まつひさ ひろし、1947年（昭和22年）8月5日 - ）は、日本の工学者。
専門は、機械力学、特に振動工学。京都大学名誉教授。
2008年（平成20年）に縮小社会実現の重要性を訴えて縮小社会研究会を設立。2012年（平成24年）に一般社団法人 縮小社会研究会として法人化し、以後その活動の中心を務める。

## 経歴
1966年（昭和41年）大阪府立天王寺高等学校卒業。1970年（昭和45年）京都大学工学部 機械工学 第二学科 卒業。1972年（昭和47年）米国ジョージア工科大学 修士課程 Industrial Engineering科 修了。1976年（昭和51年）京都大学 大学院 工学研究科 博士課程 機械工学専攻 単位取得退学。
1976年（昭和51年）京都大学 工学部 精密工学科 助手。1983年（昭和58年）工学博士（京都大学）。1987年（昭和62年）京都大学 工学部 精密工学科 助教授。1994年（平成6年）京都大学 工学部 精密工学科 教授。
2005年（平成17年）京都大学 工学研究科 機械理工学専攻 教授（改組による）。2012年（平成24年）京都大学名誉教授。

## 主要な活動
- 1973年（昭和48年）京都大学安全センター設立（2012年まで代表）
- 2005年（平成17年）振動談話会会長
- 2006年（平成18年）日本機械学会 関西支部長
- 2008年（平成20年）日本機械学会 副会長
- 2008年（平成20年）縮小社会研究会を設立。2012年（平成24年）に一般社団法人 縮小社会研究会として法人化し、以後、代表理事
- 2011年（平成23年）NPO法人京都イノベーション・リソース 理事
- 2012年（平成24年）京都大学機械工学系同窓会（京機会：けいきかい）会長[2]
- 2012年（平成24年）一般社団法人 縮小社会研究会 代表理事
- 2014年（平成26年）株式会社 ユーシン精機 社外取締役
- 2014年（平成26年）NPO法人 市民環境研究所[3] 理事（2024年より監事）

## 著書
- 編著：『振動工学の基礎』、2008年　森北出版
- 編著：『縮小社会への道 』、2012年　日刊工業新聞社
- 森まゆみとの共著：『楽しい縮小社会』、2017年　筑摩書房

## 受賞
- 1995年度日本機械学会賞（論文）
- 2007年度日本機械学会功労者（創立110周年記念表彰）
- 2008年度日本機械学会賞（論文）
- 社団法人発明協会　2003年度近畿地方発明表彰、近畿経済産業局長賞（特別賞）（索道搬器の揺れ止め装置）